# Michael Barton
Michael Barton (Los Angeles, 19 novembre 1949) è un ittiologo statunitense.
Ha occupato la cattedra H. W. Stodghill Jr. e Adele H. Stodghill di Biologia al Centre College di Danville, Kentucky.
È l'autore della terza edizione di Bond's Biology of Fishes.